# Alas (peinado)

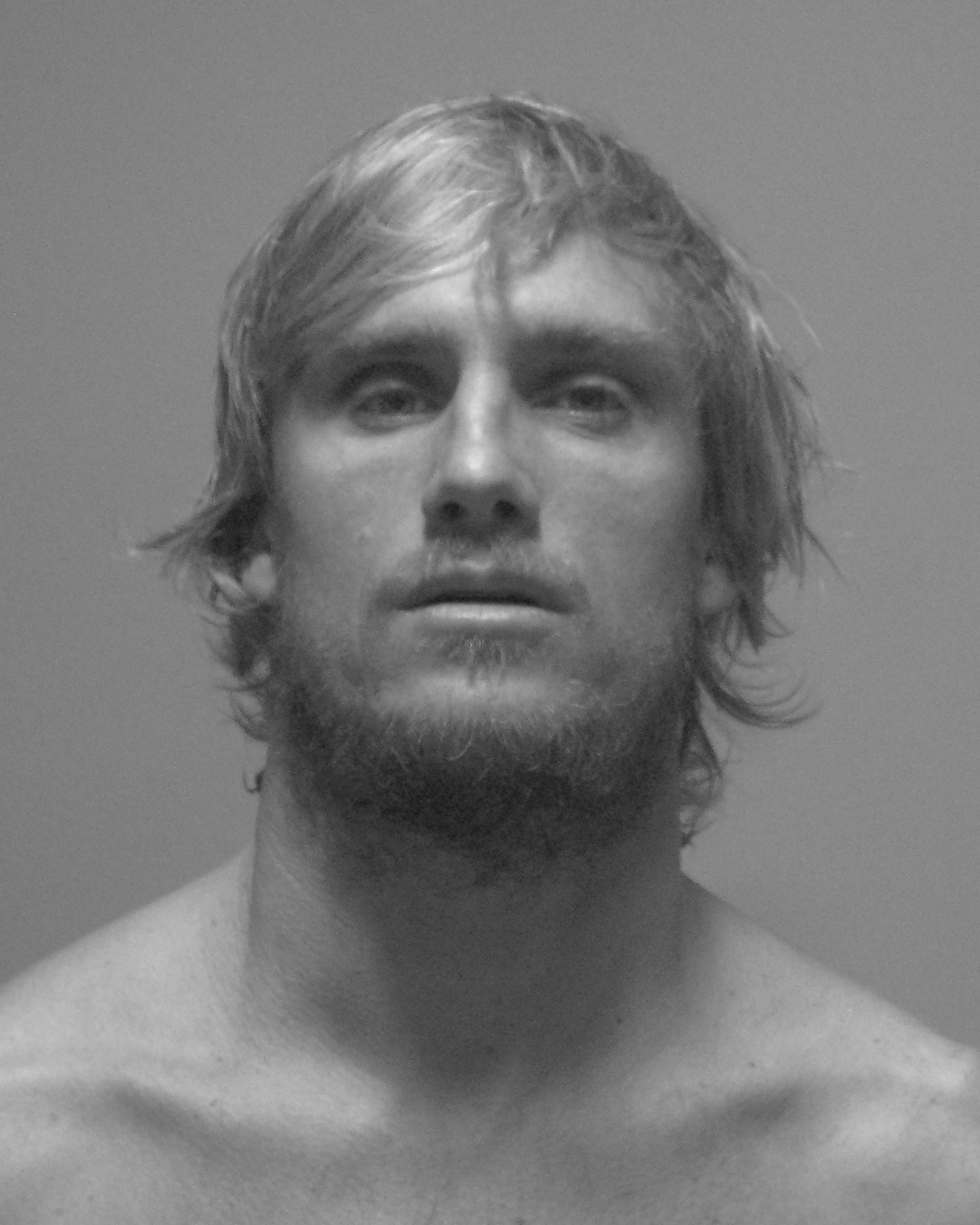
El surfista Chris Davidson con un típico peinado en alas.

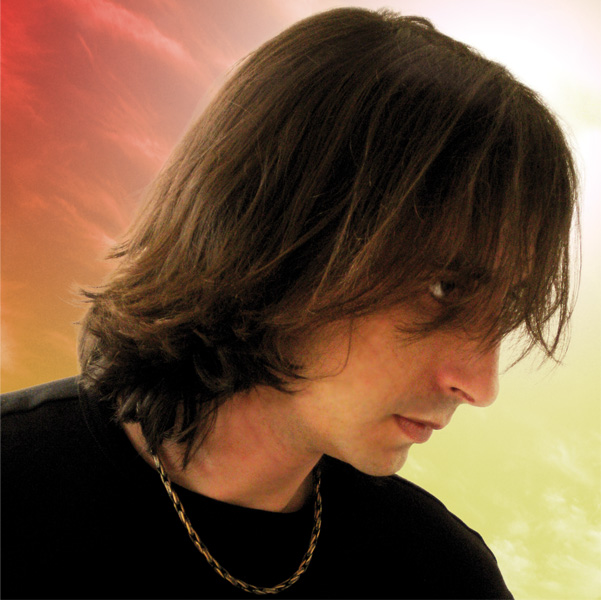
Vista lateral de peinado de alas largo.

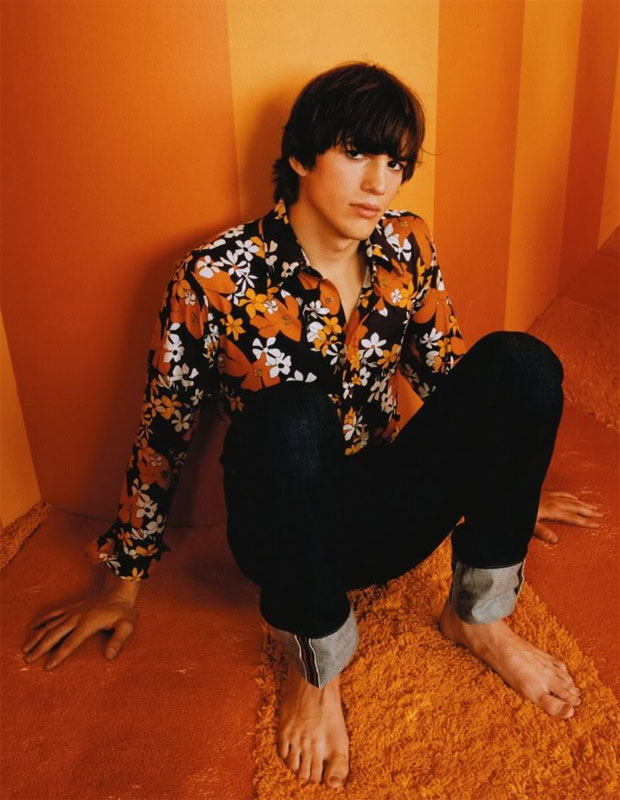
Ashton Kutcher en enero de 2010.

El peinado de alas, peinado flippy o flippies es un tipo de peinado basado el mop-top, muy popular entre los músicos de rock de, mod, surfistas y skaters. Suele ser largo, y puede ir desde largo y caído por debajo de los ojos hasta más corto. Este tipo de peinado se adapta bien en cabellos ondulado por las ondas que ayudan a dar el efecto "despeinado" y, en cabellos liso, que se logra fácilmente con el crecimiento natural y dándole un poco de volumen. El peinado consiste en dejar crecer el cabello a la altura de las orejas u hombros para que naturalmente se formen ondas en la punta del cabello, donde el pelo se levanta y se extiende recto como el ala de un avión, de ahí su nombre.
Fue popular entre los hombres en las décadas de 1960 y 1970, mientras que en las décadas de 2000 y 2010 sus años de popularidad abarcaron entre 2006 a 2013.

## Descripción
El peinado de alas consiste en dejar crecer el cabello a la altura de las orejas u hombros, al adquirir cierta longitud las puntas del cabello comenzarán a ondularse de forma natural y crearán unas "alas", de ahí el origen de su nombre. El peinado suele formarse con el uso de sombreros y accesorios para la cabeza. En la actualidad el peinado es mucho más largo, suele cortarse en capas e incluirse un flequillo que cubre parcial o totalmente los ojos. Para crear el peinado se puede recurrir a acondicionadores y ceras modeladoras para darle forma.

## Historia

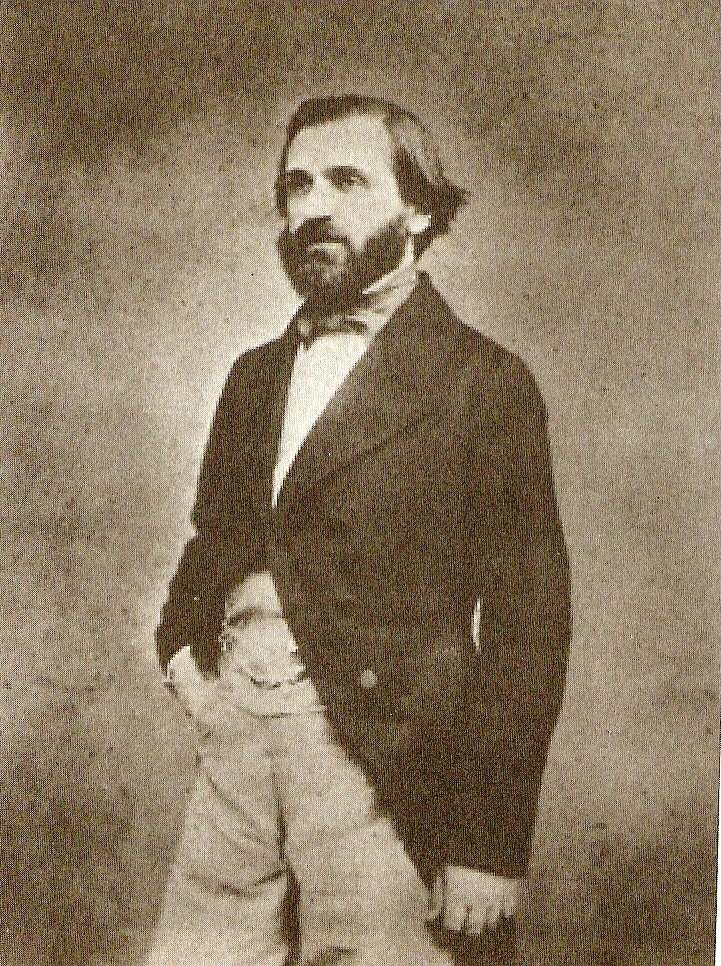
Giuseppe Verdi con peinado de alas en 1844.

La historia del peinado de alas surge en los primeros años del inicio de la era Victoriana, los hombres de la época solían usar el cabello a la altura de las orejas, acompañado de espesas patillas o vello facial, además los  sombreros de copa alta eran un accesorio popular en la moda de los caballeros de las clases altas.
En la década de los 20, las flappers, un grupo de mujeres jóvenes que rompían las normas sociales, es decir no seguían las conductas que una mujer debía tener para ser considerada una dama, bebían, fumaban y practicaban sexo casual, comenzaron a utilizar un peinado similar al peinado de alas. El corte de cabello de las flappers consistía en un peinado corto llamado bob o crop cuyas puntas se ondulaban y tocaban los ojos. Las flappers utilizaban sombreros que daban un toque de elegancia a su estilo.

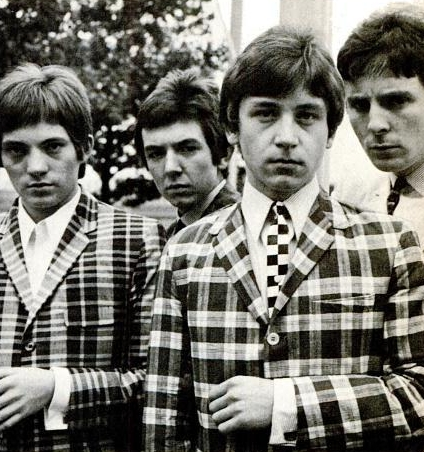
Foto del grupo de rock Small Faces en 1965.

El peinado de alas pierde popularidad después de los años 20, sucedido por otros peinados como el tupé y la cola de pato. En los años 50 y años 60 aparece un peinado apodado mop-top en la Invasión Británica, característico de grupos musicales como The Beatles y The Rolling Stones, el mop-top es una versión moderna del corte de tazón que involucraba cabello largo. El peinado de alas es una versión aún más moderna del mop-top que se vuelve popular en los 70 hasta la actualidad.
A finales de la década de los 60 y principios de los 70, miembros del movimiento mod comenzaron a utilizar el peinado de alas.

## Popularidad

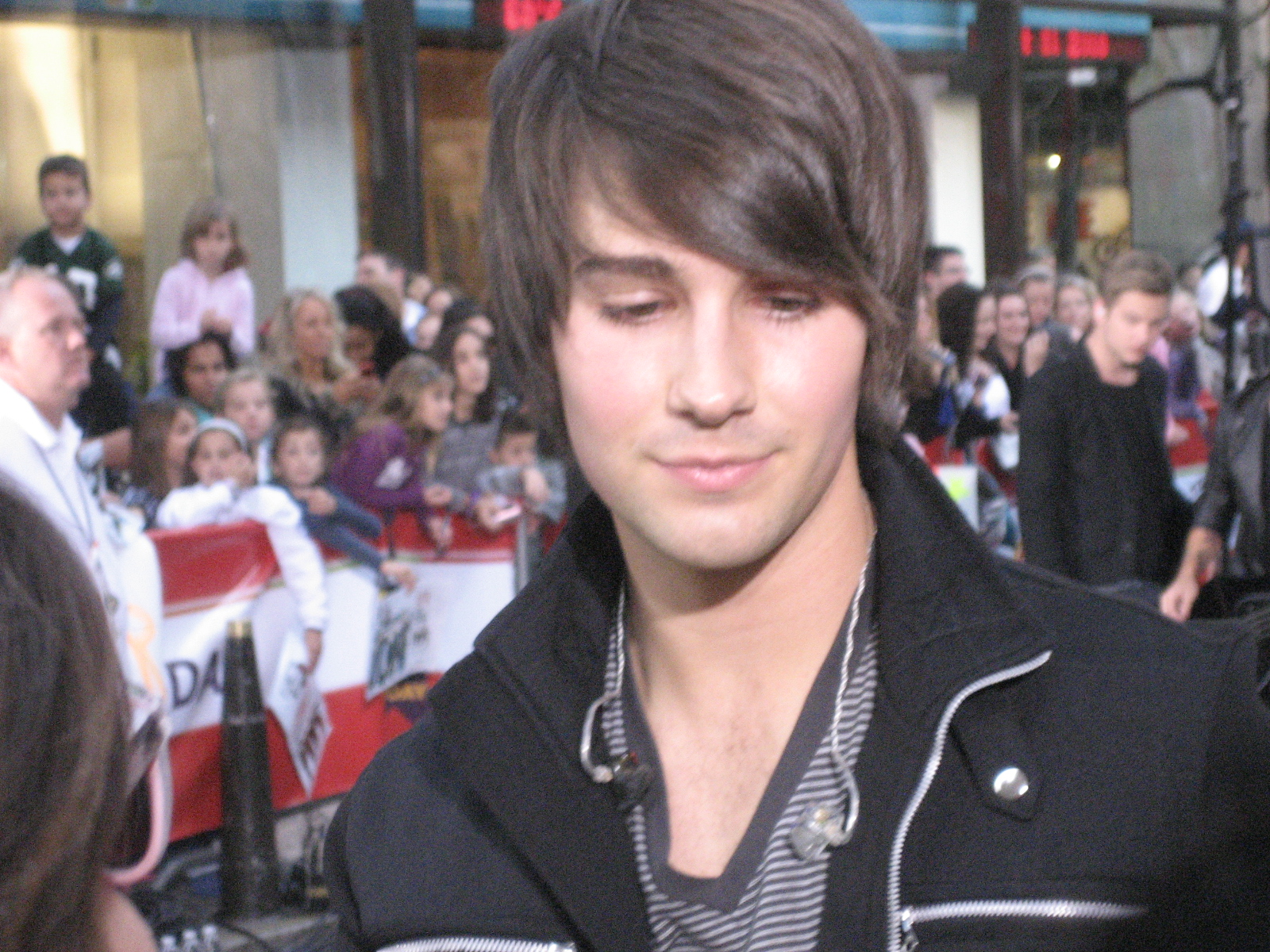
El cantante James Maslow en 2010.

El peinado de alas es un peinado muy popular entre subculturas juveniles como los miembros de la comunidad skateboarding, la subcultura emo y la subcultura hipster. El peinado nace como lo que es en la actualidad en los años 1990 con el auge de la música indie, haciéndolo un peinado popular entre sus fanes. En los años 2000, los Scene Kids imitan el peinado, combinándolo con el mullet o cardado y agregándole diferentes tintes. Este corte se ha convertido en un peinado muy popular entre adolescentes e ídolos juveniles como  Drake Bell, William Moseley, Zac Efron, Ashton Kutcher y Mitchel Musso.
El peinado de alas es frecuentemente confundido con el peinado emo y el peinado icónico de Justin Bieber, ciertamente se basan en el mop-top pero no forman "alas", ambos peinados son de textura completamente lacia.